# Мю Жертвенника b
Мю Жертвенника b (обозначения: Mu Arae b, μ Ara b, HD 160691 b, Кихот) — экзопланета, водный гигант, расположенный в планетарной системе солнцеподобной звезды Мю Жертвенника. Открыта в 2000 году методом доплеровской спектроскопии. Период обращения 654,5 суток, большая полуось орбиты 1,5 ± 0,02 а. е., эксцентриситет 0,31 (вытянутая орбита), аргумент перицентра (омега) (294 ± 9)°. Масса не менее 1,676 Юпитера.
В декабре 2015 года получила название Кихот в честь Дон Кихота, героя романа Сервантеса.

## Появление в массовой культуре
В романе Дмитрия Леоненко «Кементарийская орбита» на орбите планеты находится обитаемый спутник — место создания первой в истории человечества межзвёздной колонии.